# 구사노 슈지
구사노 슈지(일본어: 草野 修治, 1970년 4월 2일~)는 일본의 전 축구 선수이다.

## 구단 경력
1993년 J1리그의 요코하마 플뤼겔스에 입단했다. 1993년에 천황배 우승을 차지했다. 1994년 재팬 풋볼 리그의 가시와 레이솔로 이적했다. 1994년 재팬 풋볼 리그 준우승으로 J1리그로 승격했다. 1996년부터 1997년까지 재팬 풋볼 리그의 브럼멜 센다이에서 뛰었다. 1997년후 현역 은퇴.